# Сенґе Дуурен-хан
Сенґе Дуурен (Дугуренг)-хан (1522—1586) — 2-й володар туметського ханства монголів в 1582—1586 роках.

## Життєпис
Старший син Алтин-хана, засновника держави туметів. Народився Сенґе Дуурен у 1522 році. У 1540-х роках брав участь у походах батька проти урянхайців, у 1550—1560-х роках був учасником війн з ойратами. У 1571 році після шлюбу батька з Дзьонґен (відома у китайців як Санніангзі) з роду Борджигінів, яка спиралася на підтримку китайського уряду. В результаті Сенґе Дуурен вирушив у добровільне вигнання, ставши кочувати біля Кукунору.
У 1582 році після смерті батька повернувся до столиці Кьоке-Хото, де став новим ханом туметів. Втім стикнувся з амбіціями мачухи Дзьонґен, що захопила ханську печатку й стала намовляти нойонів оголосити новим ханом свого сина Будаширі. Водночас стала вести перемовини з імператорським урядом, про передачу Будаширі титулу шун'ї-вана як визнання його влади. Боротьба тривала декілька місяців. Зрештою китайський уряд вирішив передати печатку і титул Сенґе Дуурен-хану, але той мусив одружитися з Дзьонґен. Остання не полишала спроб прибрати до своїх рук усю владу. 
Сенґе Дуурен-хан продовжив політику батька щодо мирних відносин з Китаєм та поширення буддизму, ведучи листування Далай-ламою III,я кого запросив до своєї столиці. При цьому відкинув вимоги деяких ордоських і туметських феодалів, що вимагали вигнати лам та відмовитися від буддизму.
Втім пияцтво Сенґе Дуурен-хана призвело до того, що Дзьонґен на ділі захопила владу в державі, розділивши її з Макай-хатун (знаною як Бая Бейідзі (мала принцеса), яка контролювала Праве крило ханства. Спроба Дзьонґен оголосити Будаширі наразилася на опір. У 1584 році ним став Намудай, син Сенґе Дуурен-хана (одружившись із Баєю Бейідзі), а після смерті батька 1586 року успадкував владу.